# Riatina frontalis
Riatina frontalis är en insektsart som först beskrevs av Walker, F. 1869.  Riatina frontalis ingår i släktet Riatina och familjen syrsor. Inga underarter finns listade i Catalogue of Life.